# حسنلی (صابرآباد)
حسنلی (به ترکی آذربایجانی: Həsənli) یک منطقه مسکونی در جمهوری آذربایجان است که در شهرستان صابرآباد واقع شده‌است. حسنلی ۸۸۱ نفر جمعیت دارد.